# Вествогёй
Вествогёй (норв. Vestvågøy) — остров и коммуна в фюльке Нурланн, Норвегия. Является частью исторического региона Лофотен. Город Лекнес является административным центром коммуны.
Коммуна Вествогёй была образована 1 января 1963 года после слияния старых коммун Борге, Букснес, Хуль и Вальберг. Коммуна является самой заселённой в регионах Лофотен и Вестеролен, так как на её территории проживает 10 706 жителей.
В музее Лофотр, расположенном в Борге, находится реконструкция места жительства вождя Железного века, с домом построенным из камня и торфа.

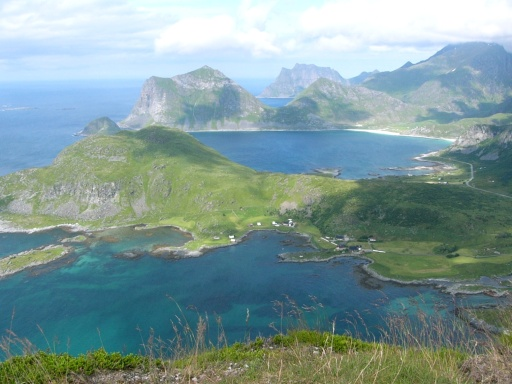
Вествогёй

## Общая информация

### Название
Коммуна названа в честь острова Vestvågøy. Старонорвежское название острова было Lófót (см. Лофотен), но когда весь архипелаг стал называться Lofoten, острову было возвращено старое название Vestvågøya («The western Vágøy», см. Ауствогёя).

### Герб
У коммуны современный герб. Он был принят 7 сентября 1984 года. На гербе изображены две засушенные трески, потому что коммуна является одним из основных экспортёров сухой трески начиная со Средних веков.

## География

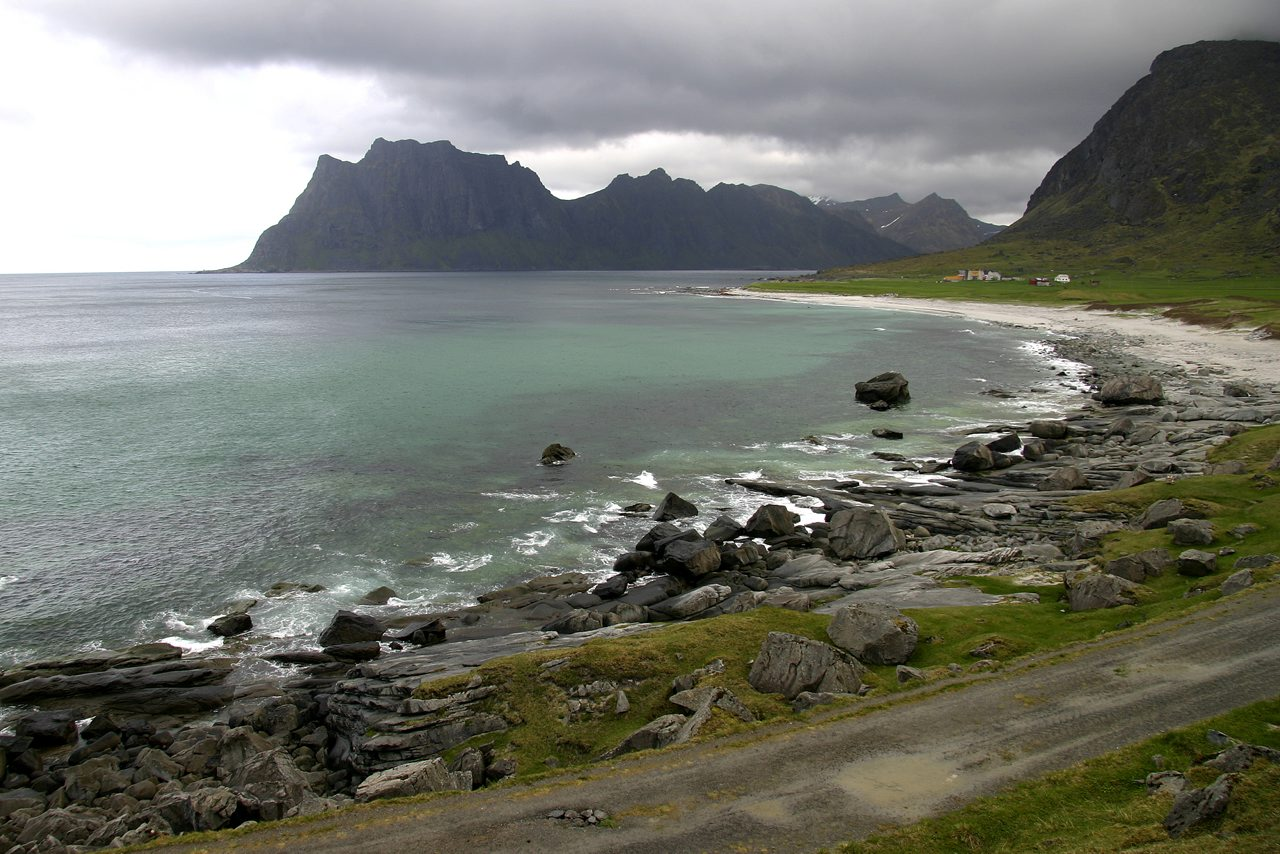
Пляж Утакляйв

Этот остров и коммуна является одним из наиболее живописных в Норвегии, с клифами и пиками лежащими на юго-восточном берегу. Однако по направлению к северо-западу рельеф становится равнинным с обширными сельскохозяйственными угодьями. Большинство населения проживает в административном центре коммуны Лекнесе и его городе-побратиме Гравдале, где находится центральная больница Лофотенских островов. Вдоль юго-восточного берега расположены колоритные рыболовецкие деревни, такие как Баллстад и Стамсунн, где останавливается береговой паром Хуртигрутен. На береговой линии преобладают высокие горы, а на западном берегу так же белые песчаные пляжи. Утакляйв (норв. Utakleiv) — самый романтический пляж в Европе, согласно британской газете The Times, соседний Hauklandsstranden является лучшим пляжем в Норвегии по рейтингу норвежской газеты Dagbladet.
В Лекнесе полярный день длится с 26 мая по 17 июля, полярная ночь — с 9 декабря до 4 января. Самые красивые виды на солнце во время полярного дня открываются с западных пляжей, таких как Утакляйв и Эггум.

## Транспорт
Административный центр коммуны Лекнес расположен в географическом центре Лофотена, около 68 км на запад Свольвера и 65 км на восток от О. Город является коммерческим и торговым центром Лофотенских островов, соперничая только со Свольвером. В Лекнесе расположен аэропорт для небольших самолётов, компания Widerøe выполняет 7 ежедневных регулярных перелётов в Будё и несколько ежедневных рейсов в Свольвер. В городе существует маленькая автобусная станция.
Гавань Лекнес Хавн (норв. Leknes Havn) — одна из норвежских наиболее важных и посещаемых круизными судами гаваней.

## Населенные пункты
- Баллстад: важный рыбацкий поселок на Лофотенах
- Гравдаль: церковь, построенная в 1905 году
- Лекнес: административный центр с населением около 2 700 человек
- Бург: население около 1 800 человек, музей викингов
- Эггум: проживает 100 человек
- Стамсунн: население около 1400 человек, кукольный театр, две театральные группы.
- Бурге: церковь на 700 мест, построенная в 1987 году

|                                         |          |                                        |                        |
| Уннстад — крупнейшие равнины в Лофотене | Баллстад | Вид на юго-запад на вершину Билитинден | Мост Суннклаккстриамен |